# Оберкирн
Оберкирн (нем. Oberkirn) — община в Германии, в земле Рейнланд-Пфальц. 
Входит в состав района Биркенфельд. Подчиняется управлению Раунен.  Население составляет 333 человека (на 31 декабря 2010 года). Занимает площадь 5,45 км².